# Masters de Indian Wells 1981
El 1981 Grand Marnier Tennis Games fue la 6.ª edición del Abierto de Indian Wells, un torneo del circuito ATP. Se llevó a cabo en las canchas duras de La Quinta (California), en California (Estados Unidos), entre el 16 de febrero y el 22 de febrero de ese año.

## Ganadores

### Individual masculino
Jimmy Connors venció a  Ivan Lendl, 6–3, 7–6

### Dobles masculino
Bruce Manson /  Brian Teacher vencieron a  Terry Moor /  Eliot Teltscher, 7–6, 6–2